# 室蘭港フェリーターミナル

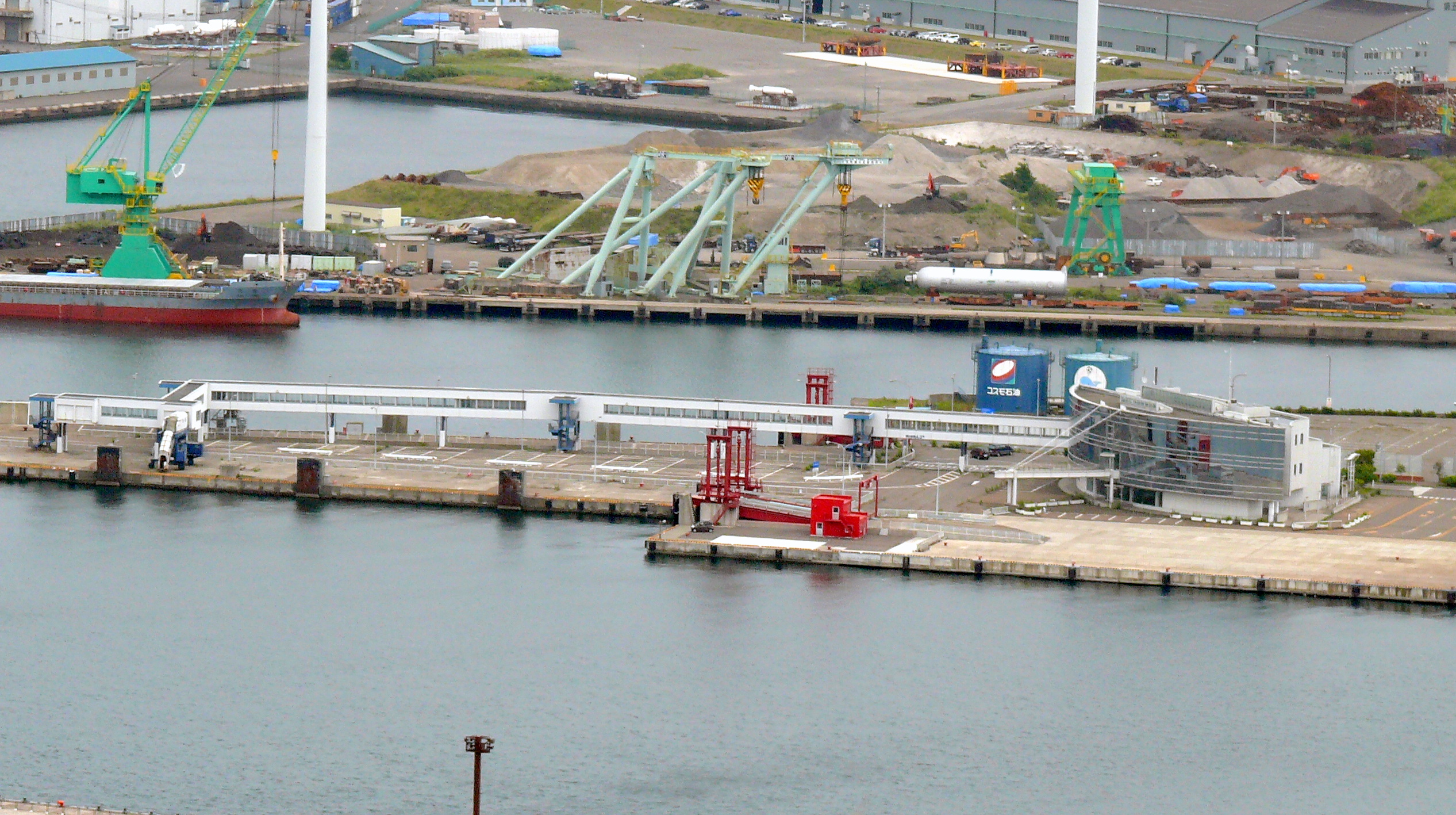
測量山からのターミナルビル全景（2011年）

室蘭港フェリーターミナル（むろらんこうフェリーターミナル）は、室蘭港にある旅客船ターミナル。

## 概要
1967年より西三号ふ頭に短距離フェリー航路が発着し、その後1978年に入江地区の国鉄石炭積み出し港跡地に移転。
東日本フェリーにより建設された現行のターミナルビルは白鳥大橋に向かい羽ばたく白鳥と帆船をイメージした形で設計され、上空から見ると白鳥が羽を広げた形、海上から見ると帆船に見える形とした。「夢のはじまり、旅のはじまり、そして余韻」「旅の玄関として印象深いもの」をテーマにプランニングされ、4つのバースを用い、うち3バースにボーディングブリッジを設けた。
その後は札幌により近い苫小牧港と競合し、建設資金回収を前提とし、使用料の高い室蘭港に比べ、国が建設し使用料の安い苫小牧港に敗れ、東日本フェリーの経営難による室蘭港撤退に伴い長期にわたって閉鎖された。
川崎近海汽船の室蘭 - 宮古航路開設計画にあたり、小規模ターミナルへの建て替えも検討されたが、航路増を想定した上で既存ターミナルの改修が妥当と判断され、約8億5000万円をかけて改修した上で2018年6月より一般利用が再開された。しかし室蘭 - 八戸航路が休止されたため、2022年2月1日から再度閉鎖。
なお、室蘭市は2021年3月にフェリーターミナルの活性化のため、室蘭市立高砂小学校（2019年度閉校）で使われていたピアノを移設し、「みなとピアノ」として親しまれていた。再閉鎖後は道の駅みたら室蘭に移設された。
2023年2月、津軽海峡フェリーが室蘭 - 青森航路を同年10月に開設すると表明（なお同社は東日本フェリーの後身である）。2024年のトラックドライバーの労働時間についての規制が変更されることを見越し、フェリー乗船中を休息時間に充てるのに適した路線とすることも考慮されている。開設当初は週6往復の設定とし、室蘭発は10月2日より、青森発は10月3日より運航を開始した。

## 所在地
〒051-0023 北海道室蘭市入江町1-50

## 沿革
- 1964年（昭和39年）4月4日 - 道南海運が「第三歓栄丸」で青森航路就航[13]。
- 1967年（昭和42年）5月21日 - 道南海運がフェリー「青蘭丸」を就航[13]、西三号埠頭を使用[14][15]。
- 1968年（昭和43年）4月1日 - 東日本フェリーが道南海運の青森航路を継承[16]。
- 1969年（昭和44年）9月12日 - 西三号埠頭に東日本フェリー初代ターミナルビル竣工、2階建て330平米[13]。
- 1970年（昭和45年）12月18日 - 東日本フェリー大間航路就航[15]。
- 1974年（昭和49年）
  - 東日本フェリー大間航路休止[15]。
  - 2月 - 入江地区へのフェリー埠頭移転計画を開始[17]。
- 1975年（昭和50年）
  - 4月1日 - 東日本フェリー大間航路が夏季季節運航で再開[13]。
  - 10月16日 - 室蘭市の全額出資により室蘭市フェリー埠頭公社を設立[3][15]。
- 1976年（昭和51年）11月 - フェリーターミナル敷地を含む9万平米の埋立工事を開始[13]。
- 1978年（昭和53年）
  - 10月1日 - 入江地区にフェリー専用埠頭完成[3][13]
  - 11月15日 - 東日本フェリー八戸航路認可[13]。
- 1979年（昭和54年）10月3日 - 東日本フェリー八戸航路就航[18]。
- 1980年（昭和55年）- 東日本フェリー大間航路が夏季限定で再就航[15]。
- 1981年（昭和56年）6月 - 東日本フェリー八戸航路が1日1往復から2往復に増便[15]。
- 1983年（昭和58年）8月3日 - 第2バース供用開始[19][13]。
- 1984年（昭和59年）6月 - 東日本フェリー大洗航路の運航が認可される[20]。
- 1985年（昭和60年）
  - 2月27日 -　新フェリーターミナルビル完成[13]。
  - 3月16日 - 東日本フェリー大洗航路を週3便体制で就航[18][5]。
- 1986年（昭和61年）- 第1バース・第2バース間に[21]、「入江臨海公園」竣工[22]。
- 1987年（昭和62年）2月2日 - 第3バース供用開始[19]、120mのドーム状通路も整備された[23]。
- 1990年（平成2年）7月19日 - 東日本フェリー岩内 - 直江津 - 室蘭航路就航[18]、室蘭へは21日より週1往復乗り入れ[24]。
- 1991年（平成3年）
  - 11月 - 東日本フェリー大間航路休止[14]。
  - 12月12日 - 東日本フェリー大畑航路就航[18]。
- 1992年（平成4年）4月 - 東日本フェリー直江津航路が週3便に増便[25]。
- 1993年（平成5年）
  - 8月2日 - 現行ターミナル着工[26]。
  - 11月18日 - 東日本フェリー大洗航路が週3便から6便に増便[24]。
- 1994年（平成6年）
  - 4月19日 - 現フェリーターミナルビルが完成[27][19]。鉄骨三階建て・延べ床面積3728平米[28]。
  - 10月31日 - 第4バース供用開始、大洗航路の週6日運航に対応するとともに青森航路にも使用、また直江津航路の出港時間を3時間早める[29]。
- 1998年（平成10年）
  - 4月 - 東日本フェリー大畑航路休止[14]。
  - 9月2日 - 九越フェリー「れいんぼうべる」「れいんぼうらぶ」が東日本フェリー直江津航路に乗り入れ。週3往復の室蘭 - 直江津 - 博多間一貫輸送を開始[30][31][24]。
- 2000年（平成12年）- 東日本フェリー八戸航路が1日2往復から1往復に減便[5]。フェリー埠頭公社が東日本フェリーへの年間5000万円の使用料減免を開始[32]。
- 2002年（平成14年）6月2日 - 東日本フェリー大洗航路休止[14][33][34]。家畜輸送用の給水設備・日よけフェンスを設置、フェリー埠頭公社が東日本フェリーへの利用料減免を年2億円に増額[32]。
- 2003年（平成15年）- 耐震化に向け、旧第2バース敷地を国が8億6千万円で買い取る[19]。
- 2004年（平成16年）
  - 旧第2バースの耐震強化整備に着手[35]。
  - 12月 - 旧第2バースの公共埠頭化に伴い大洗航路用に用いられた第2バース方面へのボーディングブリッジを撤去、その後可動橋・防衝工も撤去[36]。
- 2005年（平成17年）12月 - ターミナルビル内のレストラン「CYGNUS」が閉店[37][38]。
- 2006年（平成18年）
  - 3月15日 - 東日本フェリー八戸航路休止[14][39]。
  - 3月15日 - 第2バース可動橋を撤去[40]。
  - 7月 - ターミナルビル内レストランがホテルサンルート室蘭の運営で「レストランうみえる」として営業再開[38]。
  - 12月 - 東日本フェリー直江津・博多航路休止[14]。
- 2007年（平成19年）5月6日 - 売店閉店[41]。
- 2008年（平成20年）
  - 2月29日 - レストラン「うみえる」閉店[38][42][43]。
  - 3月 - 旧第2バース「入江地区耐震強化岸壁」完成[35]。
  - 9月8日 - 東日本フェリー青森航路撤退発表[44]。
  - 11月30日 - 東日本フェリー青森航路休止[14][45]。
  - 12月 - 東日本フェリー室蘭港撤退に伴い閉鎖、その後イベントスペースとしての貸出を行った[46][47][28]。
- 2011年（平成23年）- 室蘭市にターミナルビルを譲渡[6]。
- 2013年（平成25年）3月31日 - 室蘭市フェリー埠頭公社解散、室蘭市港湾部に移管[48]。
- 2015年（平成27年）
  - 5月22日 - 川崎近海汽船「シルバークイーン」が宮古 - 室蘭航路検討の一環として試験寄港[49]。
  - 8月13日 - 9月4日 - 車両甲板火災を起こした商船三井フェリー「さんふらわあ だいせつ」（旧・東日本フェリー室蘭 - 直江津 - 博多航路「ニューれいんぼうらぶ」）が鎮火後に停泊、車輛搬出作業や現場検証を実施[50][51][52]。
- 2016年（平成28年）3月 - 川崎近海汽船が宮古航路開設を決定[6]。
- 2017年（平成29年）5月 - 川崎近海汽船室蘭 - 宮古航路就航に向け、ターミナルビルの改修工事に着工[6]。
- 2018年（平成30年）
  - 3月 - ターミナルビルの改修工事が終了[6]、内外装の改修や人道橋の20m増築等を実施[53]。
  - 5月23日 - ターミナルビルリニューアルオープン式典を実施。川崎近海汽船室蘭支店開業[54]。
  - 6月22日 - 川崎近海汽船宮古航路就航。10年ぶりに一般利用を再開[55][56]。
  - 10月6日 - 川崎近海汽船宮古航路が宮古行きのみ八戸寄港、毎日運航から週6日運行に再編[57]。
- 2020年（令和2年）
  - 2月11日 - 3月17日 - 2019新型コロナウイルスに伴う「シルバークイーン」の横浜港派遣に伴い、川崎近海汽船宮古航路運休。
  - 3月31日 - 川崎近海汽船宮古航路を休止。
  - 4月1日 - 川崎近海汽船が宮古航路を八戸発着に変更。
- 2022年（令和4年）2月1日 - 川崎近海汽船八戸航路の休止(前日室蘭港発が最終便)に伴いフェリーターミナルを閉鎖[9]。
- 2023年（令和5年）
  - 2月1日 - 津軽海峡フェリーが青森航路開設を決定[58]。
  - 4月2日 - 津軽海峡フェリー「ブルードルフィン」が青森 - 室蘭航路計画の一環として試験寄港[59]。
  - 9月25日 - 津軽海峡フェリー室蘭支店開業、ターミナル営業を再開[60]。
  - 10月2日 - 津軽海峡フェリー青森航路就航[61][12]。東日本フェリー撤退以来15年ぶりの航路再開となる[58]。
- 2025年（令和7年）4月1日 - 青森航路を週6便から毎日運行に増便。

## 就航航路
- 室蘭港 - 青森港（津軽海峡フェリー 2023年10月 - ）

過去
- 東日本フェリー

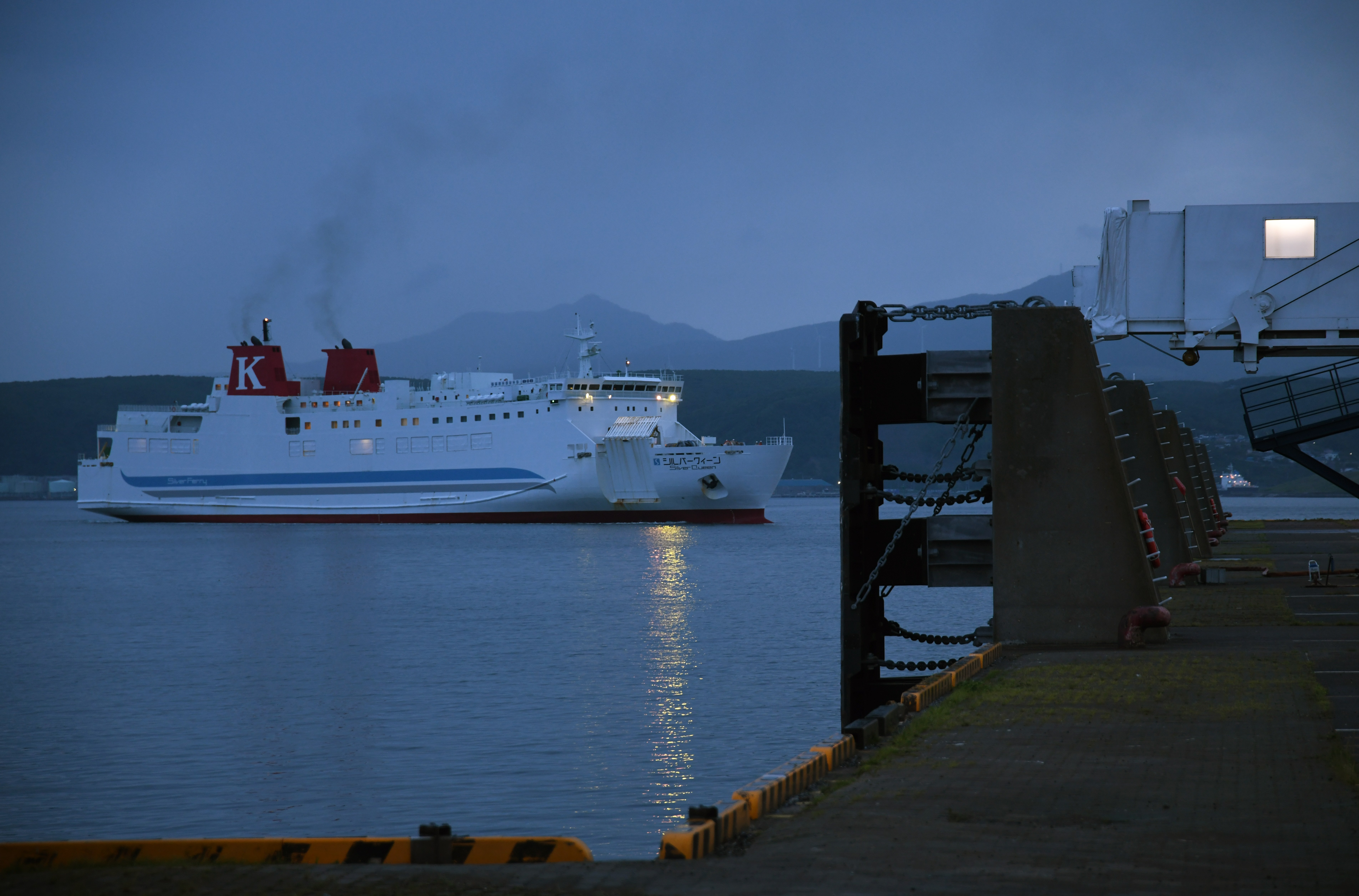
室蘭港に寄港するシルバークイーン（2019年）

  - 室蘭港 - 青森港（1967年 - 2008年）
  - 室蘭港 - 大間港
  - 室蘭港 - 八戸港（1979年 - 2006年）
  - 室蘭港 - 大洗港（1985年 - 2002年）
  - 室蘭港 - 直江津港（1990年 - 2006年）
  - 室蘭港 - 大畑港（1991年 - 1998年）
- 川崎近海汽船
  - 室蘭港 - 宮古港（2018年6月 - 10月）
  - 室蘭港 -  八戸港（宮古行きのみ） - 宮古港（2018年10月 - 2020年3月）
  - 室蘭港 - 八戸港（2020年4月 - 2022年1月）

## 設備
バース
| 番号 | 着工   | 竣工   | 埠頭面積 | 水深 | 延長 | 係船能力     | 備考                                       |
| ---- | ------ | ------ | -------- | ---- | ---- | ------------ | ------------------------------------------ |
| 第1  | 1975年 | 1979年 | 15,403m2 | 6.5m | 169m | 4,000総トン  | ボーディングブリッジ無、2003年時点で不使用 |
| 第2  | 1983年 | 1986年 | 33,128m2 | 8m   | 238m | 13,000総トン | 大洗航路に使用、現入江地区耐震強化岸壁     |
| 第3  | 1986年 | 1987年 | 25,169m2 | 7.5m | 193m | 6,000総トン  |                                            |
| 第4  | 1991年 | 1995年 | 26,906m2 | 8m   | 270m | 13,000総トン | 川崎近海汽船、津軽海峡フェリーが使用       |

ターミナル館内
- 1階[3]
  - 乗船手続きカウンター
  - 事務所
  - ロビー
- 2階[3]
  - 乗船待合室
  - 展望デッキ
  - 売店
  - 会議室
- 3階[3]
  - レストラン（2008年2月以降営業停止）

駐車場
- 面積：約19,000平米[63]
- 収容台数[3]
  - 大型トラック：549台
  - 乗用車：154台

旧ターミナルビル
第2バース横に設置。また1970年代のフェリー埠頭完成時には第2バース（後に第1バース）・第3バース（後に第2バース）各バース近傍に1棟ずつ600平米のターミナルを設置した。
- 建築面積：553.97平米
- 延べ床面積：1079.045平米
- 構造：鉄骨2階建て
- 館内
  - 1階：東日本フェリー事務室、切符売り場、待合ロビー、売店、トイレ
  - 2階：レストラン「ばるな」、焼肉コーナー、待合ロビー、展示コーナー、トイレ、室蘭市フェリー埠頭公社事務室・会議室

## 交通アクセス
- 道南バス - 「室蘭フェリーターミナル」バス停
- 北海道旅客鉄道（JR北海道）室蘭本線支線 - 室蘭駅
- 道央自動車道 - 登別室蘭インターチェンジ